# Zilora canadensis
Zilora canadensis is een keversoort uit de familie zwamspartelkevers (Melandryidae). De wetenschappelijke naam van de soort werd in 1891 gepubliceerd door Hausen.